# Пристая Олексій Дмитрович
Олексій Дмитрович Пристая (народився 10 лютого 1958 в селі Іза, Закарпатської області) — випускник Національного лісотехнічного університету України, заслужений будівельник України, кандидат технічних наук.

## Біографія
Народився 10 лютого 1958 року в селі Іза Закарпатської області України.
У 1982 році з відзнакою закінчив механічний факультет Львівського лісотехнічного інституту (тепер — Національний лісотехнічний університет України, Київ) за спеціальністю «Машини і механізми лісової та деревообробної промисловості», здобувши кваліфікацію «інженер-механік».